# Il Giaguaro
Il Giaguaro (Jaguar's Claws) è un film muto del 1917 diretto da Marshall Neilan. Il soggetto originale di William M. McCoy fu adattato per lo schermo da Roswell Dague, sceneggiato da Beatrice DeMille e Leighton Osmun.

## Trama
In Messico, le campagne sono sotto il controllo di un pericoloso bandito soprannominato El Jaguar che terrorizza la regione. Quando Phil Jordan giunge nel paese insieme alla sorella Nancy per conto di una compagnia petrolifera americana che lo ha mandato lì al posto del suo predecessore, El Jaguar tenta degli approcci sgraditi con Nancy. Phil, allora, lo affronta, battendolo. Il bandito gli giura vendetta e, all'arrivo di Beth, la fidanzata di Phil, El Jaguar cattura tutti e tre gli americani, costringendo Phil, sadicamente, a scegliere tra Beth e la sorella per potersene andare via libero. A offrirsi di restare volontariamente è Beth, mentre Phil e Nancy fuggono via. I due, sulla strada, incontrano un gruppo di ranger che li soccorre. La truppa si precipita alla ricerca di El Jaguar per salvare Beth. Prima del loro arrivo, però, una donna che era stata rapita durante la prima notte di nozze e stuprata da El Jaguar, uccide il bandito, facendosi giustizia da sola.

## Produzione
Il film fu prodotto dalla Jesse L. Lasky Feature Play Company.

## Distribuzione
Il copyright del film, richiesto dalla Jesse L. Lasky Feature Play Co., fu registrato il 29 maggio 1917 con il numero LP10863.
Distribuito dalla Paramount Pictures e Famous Players-Lasky Corporation, il film uscì nelle sale statunitensi l'11 giugno 1917.
In Italia, distribuito dalla Sincoli, ottenne il visto di censura 16863, approvato con riserva il 22 luglio 1922 a condizione di: "1) Nella parte 3ª sopprimere le scene che si svolgono sotto il titolo: " La Milizia di guardia alla frontiera" riproducenti soldati fuori del Corpo di guardia, e i quadri necessari in cui gli stessi si alzano e corrono in mezzo al campo. - 2) Dalle didascalie debbono essere eliminate le parole: "Messico, messicani" e tutte le altre da cui possa desumersi che l'azione si svolge nel Messico. (luglio 1922)".
Non si conoscono copie ancora esistenti della pellicola che viene considerata presumibilmente perduta.